# Luca Rossetti
Luca Rossetti (24 de marzo de 1976) es un piloto de rally italiano que compite en el Intercontinental Rally Challenge y el Campeonato de Europa de Rally. Ha ganado el Campeonato de Europa de Rally en 2008, 2010 y 2011 y el Campeonato de Italia de Rally en 2008.

## Resultados

### IRC
| Año  | Equipo           | Coche                     | 1       | 2       | 3      | 4     | 5     | 6     | 7     | Posic. | Puntos |
| ---- | ---------------- | ------------------------- | ------- | ------- | ------ | ----- | ----- | ----- | ----- | ------ | ------ |
| 2006 | Racing Lions SRL | Peugeot 206 S1600         | ITA 8   |         |        |       |       |       |       | 27º    | 1      |
| 2007 | Racing Lions SRL | Peugeot 207 S2000         | BEL 1   | ITA 1   |        |       |       |       |       | 4º     | 20     |
| 2008 | Racing Lions SRL | Peugeot 207 S2000         | TUR 1   | POR 1   | BEL 3  | POR 5 | CZE 7 | ITA 3 | SWI 3 | 4º     | 44     |
| 2009 | Abarth & Co. SpA | Abarth Grande Punto S2000 | MON Ret | POR Ret | CZE 10 | ITA 2 |       |       |       | 11º    | 8      |
| 2010 | Abarth & Co. SpA | Abarth Grande Punto S2000 | MAD Ret | ITA 5   |        |       |       |       |       | 23º    | 4      |
| 2011 | Abarth & Co. SpA | Abarth Grande Punto S2000 | YPR 7   |         |        |       |       |       |       | 29º    | 6      |

### Campeonato de Europa
| Año  | Equipo                     | Coche                     | 1     | 2     | 3     | 4     | 5       | 6       | 7     | 8       | Posic. | Puntos |
| ---- | -------------------------- | ------------------------- | ----- | ----- | ----- | ----- | ------- | ------- | ----- | ------- | ------ | ------ |
| 2008 | Racing Lions SRL           | Peugeot 207 S2000         | IST 1 | MIG 1 | YPR 1 | MAD 3 | ZLI 2   | ACA Ret |       |         | 1º     | 67     |
| 2010 | Abarth Petronas Rally Team | Abarth Grande Punto S2000 | MIG 1 | CRO 1 | POL 3 | BOS 1 | MAD Ret | VAL 1   |       |         | 1º     | 195    |
| 2011 | Abarth Petronas Rally Team | Abarth Grande Punto S2000 | ITA 1 | CRO 1 | BEL 2 | BUL 1 | POR 1   | POL 2   | FRA 1 | SUI Ret | 1º     | 253    |

- Referencias[1]